# تلمبه کوه‌زاد
تلمبه کوه زاد روستایی در دهستان گلستان بخش گلستان شهرستان سیرجان استان کرمان ایران است.

## جمعیت
بر پایه سرشماری عمومی نفوس و مسکن در سال ۱۳۹۵ جمعیت این مکان ۹۲ نفر (۲۹خانوار) بوده‌است.